# Marie Macešková-Schnablová
Marie Macešková-Schnablová, uváděná také Marie Schnablová-Macešková (4. července 1895 Nové Strašecí – ?) byla česká malířka, sochařka, ilustrátorka a žurnalistka.

## Životopis
Marie Macešková-Schnablová se narodila v Novém Strašecí jako mladší ze dvou dětí Bedřicha Schnabela, c. k. okresního soudce v Novém Strašecí (* 20. 4. 1850-před 1912) a jeho manželky Emilie, rozené-Špinarové z Horních Habrů (* 15. 8. 1858). Měla staršího bratra Jana (* 1888). Matka se v roce 1912 jako vdova s oběma dětmi přestěhovala do Prahy na Královské Vinohrady.
Studovala na všeobecné škole kreslení pro dámy na Uměleckoprůmyslové škole v Praze. Dále údajně studovala na Akademii výtvarných umění, kde podle Prokopa Tomana měla být žačkou malíře Karla Krattnera a sochaře Jana Štursy (oba skončili s výukou roku 1925). Mezi absolventy Akademie však evidována není.

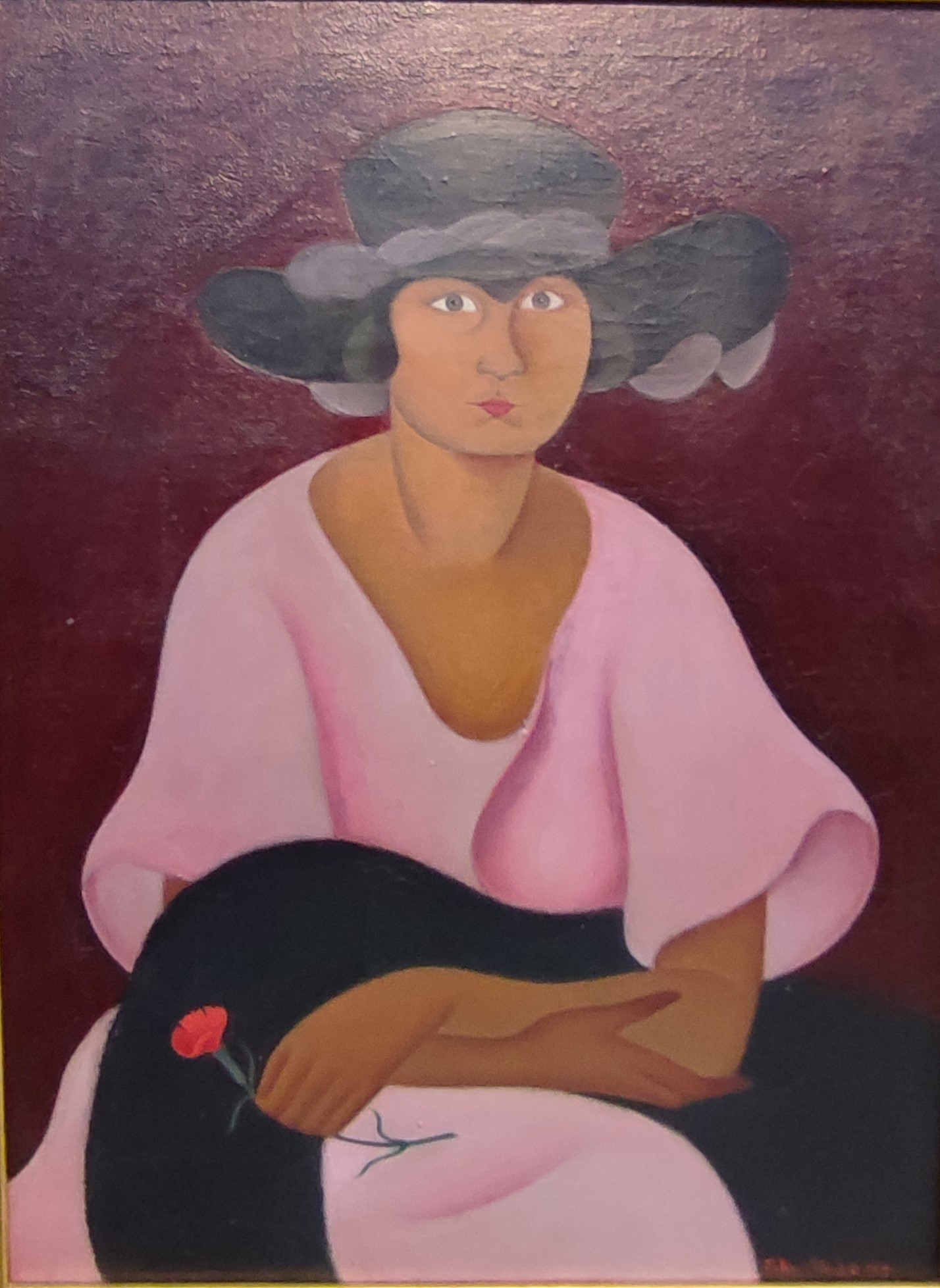
Marie Schnablová, Portrét ženy (1921)

## Rodina
V matrice  narozených je připsáno, že je od  16. 4. 1919 bez vyznání. Po sňatku převzala příjmení Macešková. Manželé měli dvě děti – Jiřího Macešku a Jelenu Maceškovou. Bydlela v Praze XII, na adrese Švihanka 12.

## Tvorba
Jako malířka se věnovala malbě portrétů, figurálních obrazů a krajin.  V roce 2024 se jeden její portrét objevil na výstavě Nové realismy, uspořádané Galerií hlavního města Prahy v  Městské knihovně v Praze. V popisce obrazu je citována dobová kritika Jaromíra Pečírky.
Věnovala se i sochařství. 
V roce 1926 byly členkou tvůrčí skupiny Ho-Ho-Ko-Ko, s níž vystavovala v Praze.
Přispívala články a recenzemi do různých periodik, zpravidla pod zkratkou "Mar-". 
V roce 1933 vydala svou jedinou prózu, drobnou novelu Láska z inserátu. 
Byla členkou Umělecké besedy.

## Dílo

### Výstavy
- Souborná výstava Spolku mladých výtvarníků "Preisler": Krasoumná jednota v Praze, Dům umělců – Praha: Krasoumná jednota, 1922
- Souborná výstava: I. Obrazy a sochy Karel Holan, Miloslav Holý, Pravoslav Kotík, Karel Kotrba, Marie Macešková-Schnabel; II. Grafika Helene Bochořák-Dittrich, Brünn; III. Obrazy Wilhelm Fischer, Český Krumlov: Krasoumná jednota, Rudolfinum od 10. 4. do 9. 5 1926.
- Členská výstava Umělecké besedy, Obecní dům – výstavní sály, Praha: 1. 1. 1931–28. 2. 1931
- Výstava obrazů a kreseb Pravoše Martínka, Václava Síly, Ludviky Smrčkové, Marie Schnablové-Maceškové: 6. XII. 1936–16. XII. 1936, Smetanův dům v Litomyšli – úvod V. Drbohlav. Litomyšl: Osvětová komise, 1936
- Výstava Marie Snablové-Maceškové (akvarely) a Marie Zlatníkové (sochy), Mazáčova výstavní síň, Praha II, Spálená 53[9]
- Národ svým výtvarným umělcům, Praha: 12. 11. 1939–15. 12. 1939
- Národ svým výtvarným umělcům, Praha: 1. 12. 1940–5. 1. 1941
- Národ svým výtvarným umělcům, Praha: 20. 1. 1942–20. 2. 1942

### Obrazy
- Přítelkyně
- Matka s dítětem
- Žena s brýlemi (Autoportrét - nezvěstný), olej, 1921
- Žena bez tváře
- Sáňkování, olej 48 × 56cm, 1925
- Nový svět,  akvarel 30 × 44 cm, 1932
- Portrét mladé ženy, olej [10]
- Ves s kostelíkem,  olej či tempera na kartonu, rozměry cca 56 cm × 50 cm,  signován vpravo dole
- Ohrada u vesnice, akvarel na papíře či kartonz, signován a datován vpravo dole, rozměry cca 68 cm × 53 cm.[11]

### Grafika a ilustrace
- Jiří Wolker, Balady: 
  - Balada o nenarozeném dítěti I. – linoryt 26 × 20 cm; varianta II.: linoryt 33,5 × 21 cm;
  - Balada o očích topičových 1930 – linoryt 30,5 × 24 cm;
  - 'Balada o námořníku I. – 1930 , linoryt 24,5 × 25,5 cm; varianta II.: linoryt 30,5 × 25,5 cm;